# Napoleone Passerini

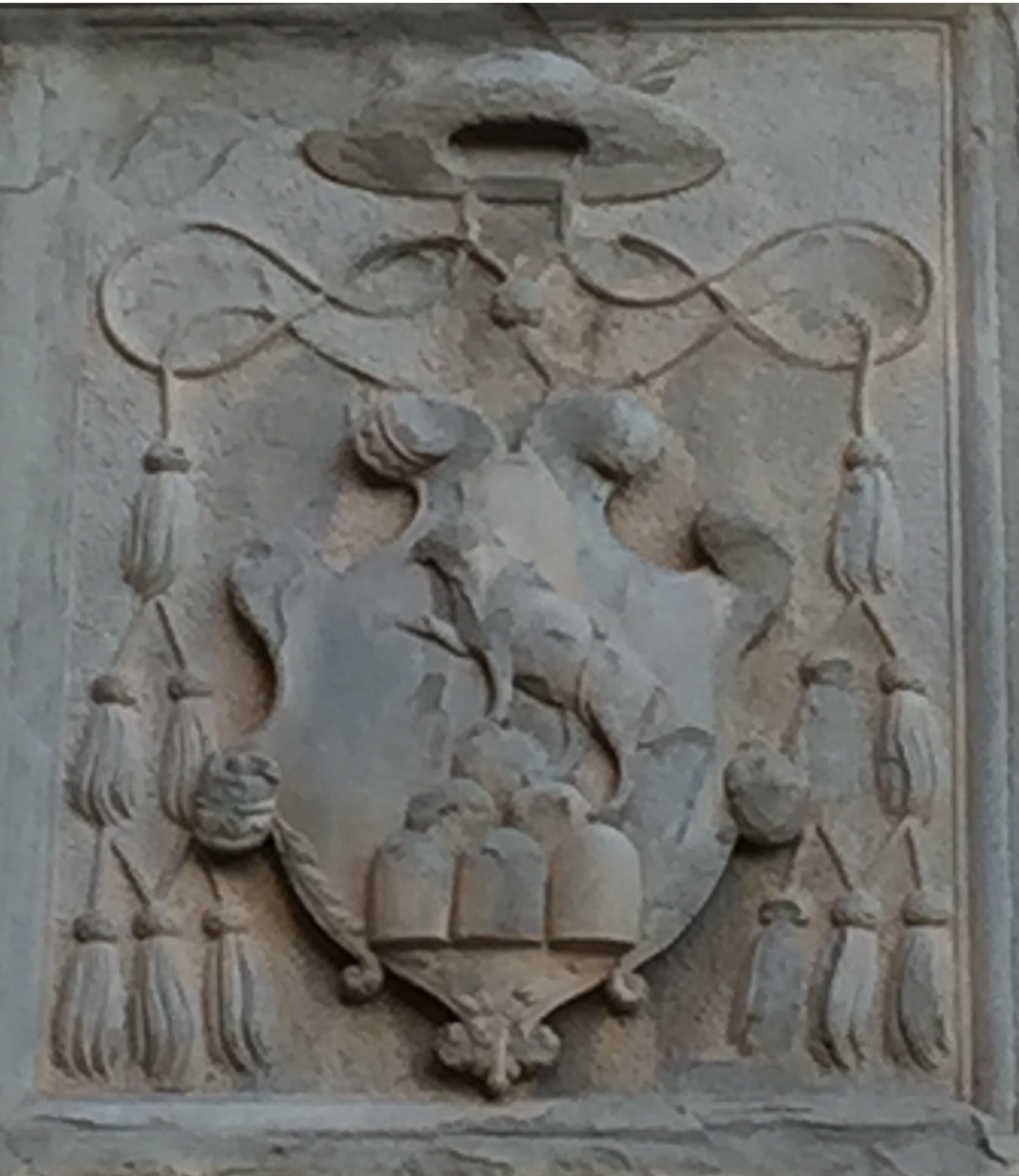
Fig. 3- Stemma Passerini di Cortona prima della visita di Giovanni Medici (Papa Leone X) a Cortona

Il Conte Napoleone Pio Passerini (Firenze, 23 marzo 1862 – Firenze, 11 maggio 1951) è stato un agronomo e botanico italiano.

## Biografia
Fu un agronomo di chiara fama, noto anche per aver selezionato la razza Chianina nelle sue fattorie in Val di Chiana. Fondatore e proprietario dell'Istituto Agrario di Scandicci, che ha formato i primi tecnici agrari dopo la riforma;  di nobile stirpe Cortonese, figlio del conte Pietro Passerini di Cortona (*1791 +1863), discendente del Cardinal Silvio Passerini, Napoleone Pio Passerini, Senatore del Regno nell'effimero parlamento toscano, nasce a Firenze il 23 marzo del 1862.
Compiuti gli studi in scienze naturali per i quali dimostrò sempre particolare inclinazione, frequentò i gabinetti di botanica e zoologia dell'Università di Firenze. Fu allievo prediletto di Adolfo Targioni Tozzetti, il fondatore della stazione di Entomologia Agraria. Appassionato zoologo e botanico, preparò personalmente le collezioni che sono di corredo alla scuola,  Notevole per numero di esemplari è quella di botanica, che egli donò alla facoltà di scienze naturali dell'università di Firenze ed ancora oggi visibili (previo appuntamento) presso il Museo della facoltà di Agraria delle Cascine di Firenze. Passò quasi tutta la sua vita a Scandicci, dove all'interno della sua splendida villa fondò il primo Istituto tecnico di Agraria del paese. Coltivò due grandi passioni, la caccia e la pesca. Cacciatore e tiratore famoso, fu un temuto avversario anche nelle gare di tiro a volo, nelle quali conquistò oltre quaranta medaglie d'oro. Per quanto poco si addicesse alla sua indole di uomo di studio, scienziato dal carattere riservato, sentì sempre i doveri e le responsabilità del cittadino e ricoprì numerose cariche pubbliche: fu per molti anni Sindaco di Scandicci, Consigliere Provinciale di Firenze, e a quarant'anni fu nominato Senatore.
Nel 1882 il Conte Passerini, poco più che ventenne ed ancora universitario, fece il primo corso pratico ai contadini della sua fattoria di Scandicci. Forse in quella circostanza, per la prima volta, si rese conto di quanto le masse rurali fossero ancora ferme su posizioni arretrate e intuì la necessità di colmare questo distacco, fra il progresso degli studi e l'ignoranza di coloro che erano i veri artefici della vita nei campi. L'opera del Conte Napoleone Passerini nell'insegnamento non si limitò alla Scuola di Agraria di Scandicci da lui fondata. Nel 1894, ottenuta la libera docenza in industrie agrarie all'Istituto superiore Agrario dell'università di Pisa, svolse un corso libero presso quella facoltà. Nel 1923 fu nominato in seguito a pubblico concorso, professore ordinario di Agronomia e Agricoltura e, per alcuni anni, resse anche la direzione dell'Ateneo di Pisa.
Egli volle approfondire i suoi studi nel vasto campo delle scienze naturali e agrarie. A testimoniare questa sua versatile attività basta l'esame dell'elenco delle centinaia di pubblicazioni che ha lasciato agli studiosi di allora e di oggi. Instancabile studioso ricercatore, il suo lavoro non si limitava a consultazioni bibliografiche, ma apportava agli studi il suo contributo personale mediante lunghe ricerche di laboratorio e nei campi sperimentali delle sue fattorie di Bettolle e Manzano in Val di Chiana (Siena), Scandicci (Firenze) e Treggiaia (Pisa). Raramente uno studioso ha potuto mostrare tanta versatilità e in questo era favorito dal tanto materiale che da se stesso si era creato; una scuola, poderi sperimentali, un laboratorio di chimica agraria attrezzatissimo, osservatori meteorologico e sismografico e un'importantissima biblioteca. Fra le sue pubblicazioni figurano libri di testo di Agronomia e di Agricoltura sulle piante erbacee e legnose; manuali pratici di viticoltura, di oleificio e di bachicoltura, nonché un numero cospicuo di memorie originali su argomenti disparati di meteorologia e chimica meteorica, di agronomia e di agricoltura, di viticoltura e di olivicoltura e oleificio, di patologia vegetale e su altri di minore importanza.
Napoleone Passerini muore a Scandicci (Firenze) l'11 maggio 1951, lasciando l'impegnativo compito di proseguire la propria opera di continuazione della tradizione di famiglia nella gestione della Scuola Agraria di Scandicci, ai cinque figli: Onorina, Lina, Gino, Mario e Lapo, che per non molti anni dopo la scomparsa del padre, continueranno a tenere in vita l'istituto. Divenuto purtroppo ai tempi nostri, un grande condominio di lusso diviso in diverse unità abitative ad eccezione della magnifica cinquecentesca cappella di famiglia, adiacente alla villa di Scandicci detta Villa Le Rondini, ritornata per atto privato d'acquisto di proprietà dell'ultimo discendente maschio dei Passerini, il nipote del Conte Napoleone Passerini, figlio di suo figlio Conte dott. Lapo, Alessandro, che assieme ai figli Lapo Lorenzo e Federico Guelfo provvederà coi propri mezzi all'impegnativo restauro conservativo, ivi compreso quello della magnifica Villa Passerini in Poggio ai Merli distante solo poche centinaia di metri dall'avito istituto agrario.

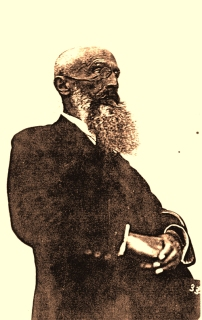
Prof. Napoleone Pio Passerini